# Prémio Screen Actors Guild 1997
A 3ª edição dos Prémios Screen Actors Guild foi apresentada em Los Angeles em 22 de fevereiro de 1997.

## Vencedores

### Filme
- Performance de um Actor num Papel Principal
  - Geoffrey Rush, Shine

- Performance de uma Actriz num Papel Principal
  - Frances McDormand, Fargo

- Performance de um Actor num Papel Secundário
  - Cuba Gooding, Jr., Jerry Maguire

- Performance de uma Actriz num Papel Secundário
  - Lauren Bacall, The Mirror Has Two Faces

- Performance de um Elenco
  - The Birdcage

### Televisão
- Performance de um Actor numa Minisérie ou Filme para Televisão
  - Alan Rickman, Rasputin

- Performance de uma Actriz numa Minisérie ou Filme para Televisão
  - Kathy Bates, The Late Shift

- Performance de um Actor numa Série Dramática
  - Dennis Franz, NYPD Blue

- Performance de um Actriz numa Série Dramática
  - Gillian Anderson, The X-Files

- Performance de um Actor numa Série de Comédia
  - John Lithgow, 3rd Rock from the Sun

- Performance de um Actriz numa Série de Comédia
  - Julia Louis-Dreyfus, Seinfeld

- Performance de um Elenco numa Série Dramática
  - E.R.

- Performance de um Elenco numa Série de Comédia
  - Seinfeld

- Prémio Carreira Screen Actors Guild Awards:
  - Angela Lansbury